# William Cullen
Pour les articles homonymes, voir Cullen.
William Cullen, né le 15 avril 1710 et mort le 5 février 1790, est un médecin et chimiste britannique.

## Biographie
Il professa avec la plus grande distinction la médecine et la chimie à Glasgow, puis à Édimbourg ; attaqua la doctrine médicale d'Herman Boerhaave, qui régnait alors, et y substitua une doctrine nouvelle dans laquelle il attribuait le principal rôle au système nerveux, que son prédécesseur avait trop négligé.
Il rendit aussi de grands services à la physiologie et surtout à la nosologie, dans laquelle il introduisit une classification méthodique.
En 1755, Lord Kames l’entraîna à devenir professeur de chimie et de médecine à l'Université d'Edimbourg. C'est dans cette université qu'il donna la première démonstration publique documentée de réfrigération artificielle : ayant observé que l'évaporation de l'éther éthylique abaissait la température, il obtint en 1756 un peu de glace en faisant évaporer de l’eau sous une « cloche à vide » placée dessus un récipient rempli d'éther.
Cullen fut le premier, en 1777, à donner, dans son ouvrage "Essai sur l'exercice de la médecine à l'usage des étudiants", une définition de la névrose comme toute altération du système nerveux, telle l'épilepsie perçue comme une excitation extrême, alors que ses prédécesseurs attribuaient les altérations d'humeurs, telle la mélancolie ou inversement la surexcitation, aux atteintes d'un organe du corps tel que la rate ou le foie.

## Ouvrages
Ses ouvrages principaux sont : 
- Physiology, (1772 ; quatrième édition 1785);  - traduit par Philippe Pinel sous le titre Institutions de Médecine-pratique (1785) t. I et II  - traduit par Édouard-François-Marie Bosquillon sous le titre Elémens de médecine pratique (1785-1787)
- Practice of physic (1787) ;
- Synopsis nosologias methodicse (1772) ;
- A treatise of the Materia medica (1789), qui tous ont été traduits par Édouard-François-Marie Bosquillon.
- la Matière Médicale avec un chapitre sur le quinquina qui influença notamment la découverte du principe de similitude par Hahnemann, principe qui mena ce dernier à l'homéopathie.